# 西洞院通

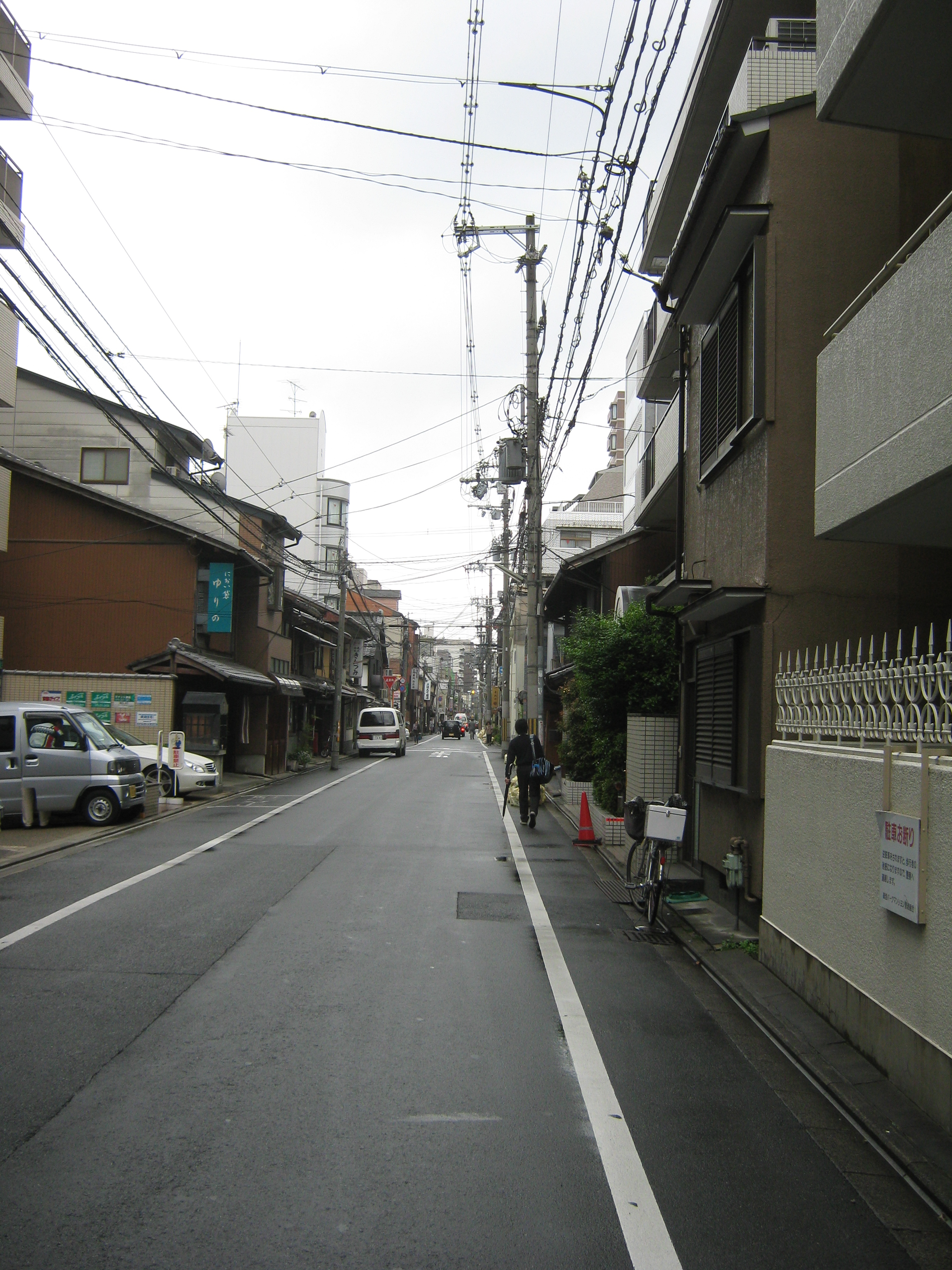
西洞院通、京都市中京区

西洞院通（にしのとういんどおり）は京都市の南北の通りの一つ。平安京の西洞院大路（にしのとういんおおじ）にあたる。北は武者小路通から南は十条通に至る。途中、京都駅で中断。
かつては塩小路 - 四条間を京都市電堀川線が通っていたため、塩小路 - 蛸薬師間は2車線道路、蛸薬師以北は南行の一方通行となっている。市電廃止後の現在は代替として、京都駅と立命館大学を結ぶ京都市営バス50系統が運行されている。
平安京においては幅24m（8丈）の大路であった。京都府庁敷地内での発掘調査により、沿道の建物が建て替えられるたびに道幅が狭められ、現在のような狭い道となった過程が明らかになった。かつては道の西側に西洞院川と呼ばれる河川が流れていたが現在は全て暗渠となっている。1960年代までは小川通と西洞院通の民家の間を小さな川が流れていた。

## 沿道の主な施設
- 京都美山高等学校（西洞院通一条下ル）
- 近畿農政局（西洞院下長者町下ル）
- 京都府庁舎（西洞院通下立売）
- 五條天神社（西洞院松原）
- 目川探偵（西洞院六条下ル）
- デュシタニ京都（西洞院通正面上ル）
- つくば開成高等学校京都校（西洞院七条上ル）
- 下京区総合庁舎（西洞院塩小路上ル）
- アパホテル京都駅前（西洞院塩小路下ル）
- ハローワーク京都七条（西洞院通塩小路下ル）
- 都ホテル 京都八条（西洞院通八条）
- イオンモールKYOTO（西洞院通八条下ル）
- 京都市営バス九条営業所（西洞院九条下ル）
- 京都テルサ（西洞院通九条下ル）